# Virtudes Castro García
Virtudes Castro García (Adra, província d'Almeria, 22 d'agost de 1938) és una política socialista d'Andalusia.
La major de tres germans, fills d'Antonio Castro Moreno, mestre socialista i regidor en la Segona República represaliat a la presó a l'inici de la dictadura franquista i Virtudes García Barranco. Es va formar en la seva localitat natal fins a acabar el batxiller, matriculant-se després en Magisteri, carrera que degué abandonar fins que va poder reprendre-la molt més tard i presentar-se per lliure, obtenint el títol.
Vinculada a la Unió General de Treballadors i al Partit Socialista Obrer Espanyol (PSOE) des de 1976, va ser elegida diputada al Congrés per la circumscripció electoral d'Almeria en les primeres eleccions democràtiques de 1977 formant part de la Legislatura Constituent.
A les eleccions de 1979 va ser elegida senadora. El 1982 va abandonar l'activitat política, distanciant-se del PSOE.
En 1985 va ingressar al Partit d'Acció Socialista (PASOC). Amb aquest partit integrat en la coalició Esquerra Unida va aconseguir l'acta de regidora de l'ajuntament d'Almeria en les eleccions municipals de 1987 ja que va mantenir fins a 1991. A mitjan dècada de 1990 va tornar al PSOE.